# Desmometopa microps
Desmometopa microps är en tvåvingeart som beskrevs av Lamb 1914. Desmometopa microps ingår i släktet Desmometopa och familjen sprickflugor. Inga underarter finns listade i Catalogue of Life.